# Kronen Zeitung
«Кронен цайтунг» (нем. Kronen Zeitung или Krone) — крупнейшая австрийская газета, ежедневная аудитория которой 2,97 млн человек, что составляет 43,7 % всех читающих жителей Австрии. Ежедневный тираж составляет 1 млн экз.
По своей политической позиции газета находится в социалистическом поле, отстаивая левые взгляды в экономической жизни страны. Многие критики газеты осуждают её популистский стиль и стремление заработать очки на вопросах иммиграции.
Из-за своего огромного тиража газета обладает большим влиянием на общественное мнение Австрии, из-за чего вызывала негодование критиков.